# Палицы (масть)

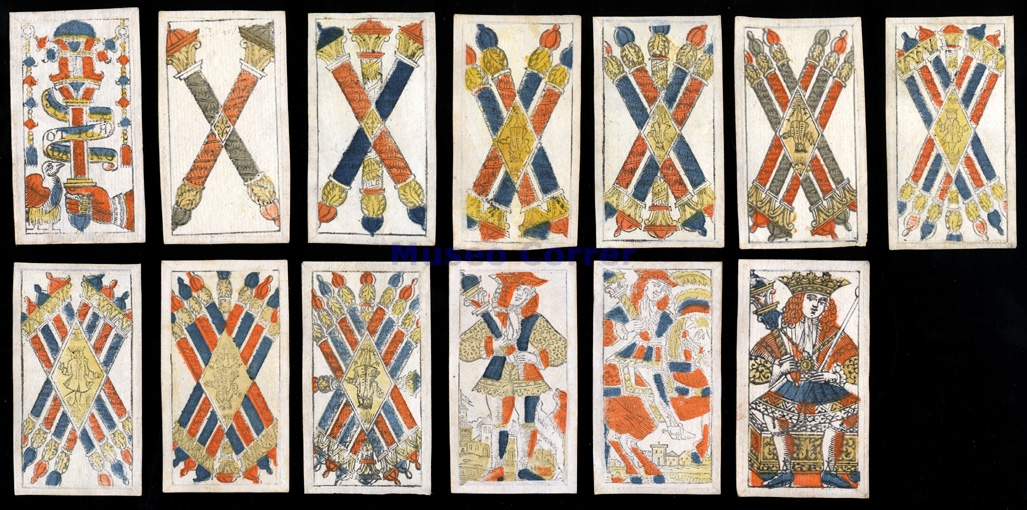
Масть палиц из венецианской колоды XVIII века

Палицы (иногда «жезлы») — одна из четырёх мастей в итало-испанской колоде.

## Аналоги в других колодах
- В немецкой колоде и швейцарской колоде: жёлуди
- Во французской колоде: трефы

## Галерея
Варианты изображения масти:

Итальянский вариант
Испанский вариант
Каталонский вариант

## В иностранных языках
- Итальянский: bastoni
- Испанский: bastos
- Французский: bâtons